# COLT Studio Group
COLT Studio Group è una casa di produzione che lavora da oltre 40 anni nel campo della pornografia gay. Fondata a New York nel 1967 da Jim French, conosciuto con lo pseudonimo Rip Colt, in seguito si è spostata a Los Angeles per poi stabilirsi definitivamente a San Francisco.
Durante i primi anni di attività il gruppo proponeva un tipo di erotismo maschile espresso con la pubblicazione di fumetti ed illustrazioni. Con l'avvento delle nuove tecnologie la casa ha iniziato a realizzare servizi fotografici soft e hard, divenendo ben presto famosa per puntare su modelli altamente muscolosi, ritratti nello stereotipo del machismo, come camionisti, motociclisti, cowboys, carpentieri e molti altri. Dal 1995 la COLT sbarca su internet aprendo un suo sito internet a pagamento, dove è possibile trovare gallerie fotografiche, film, video e live sex show.
Nel 2007 è stato celebrato il 40º anniversario degli studios, il sindaco di San Francisco Gavin Newsom ha proclamato il 23 febbraio 2007 come il "Colt Studio Day", suscitando alcune polemiche.

## Modelli COLT

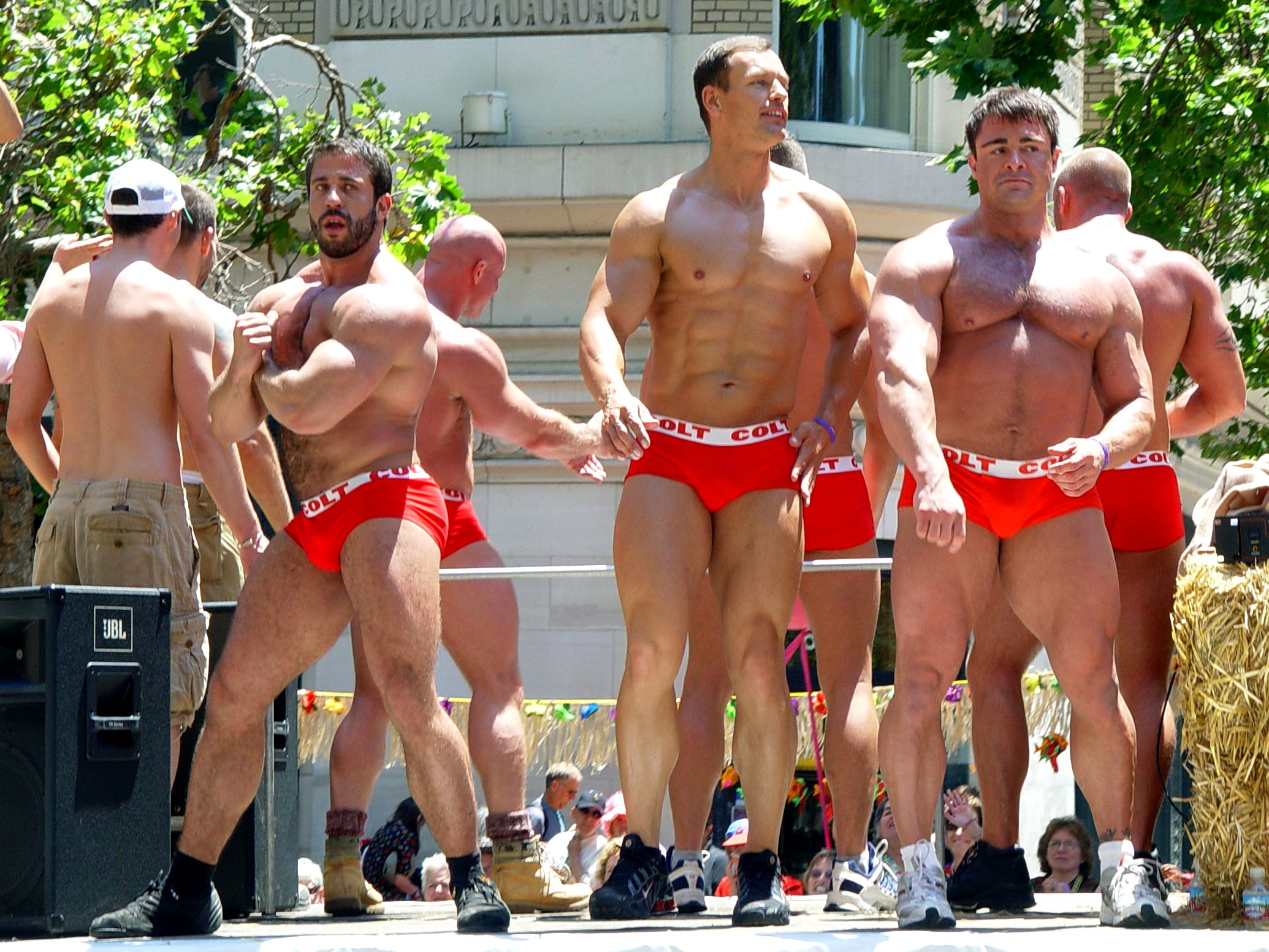
Sfilata di modelli della COLT durante la Folsom Street Fair (2006)

| - Jake Andrews - Adam Dexter - Chase Hunter - Árpád Miklós - Zak Spears - Dave Angelo - Karim - Wade Neff - Glen Steers - Edu Boxer - Adam Killian |  | - Lane Fuller - Jason Kingsley - Tod Parker - Jake Tanner - Adam Champ - Luke Garrett - Pete Kuzak - Brad Patton - Ross Taylor - Tom Chase - Josh Weston |  | - Jake Gianelli - Alex Le Monde - Joe Reitano - Gage Weston - Franco Corelli - Brian Hansen - Vin Marco - Trey Rexx - Chris Wide - Jason Crew - Spencer Reed |  | - Carl Hardwick - Carlo Masi - Bill Flagstaff - Bo Dixon - Mitch Branson - Roger Danik - Darin Hawk - Todd Maxwell - Oscar Nuñez - Steve Kelso |